# Aleksander Ipsilanti (hospodar)
Aleksander Ipsilanti (rum. Alexandru Ipsilanti; gr. Αλέξανδρος Υψηλάντης / Aleksandros Ipsilantis; zm. 13 stycznia 1807) – hospodar Wołoszczyzny, w latach 1774–1782 i 1796–1797, jako Aleksander VII, oraz hospodar Mołdawii, w latach 1786–1788, jako Aleksander X, z rodu Ipsilantisów.

## Biografia
Był pierwszym członkiem tego fanariockiego rodu zasiadającym na tronach księstw naddunajskich. W 1774 uzyskał tron wołoski po ustąpieniu wojsk rosyjskich w efekcie pokoju w Küczük Kajnardży. W odróżnieniu od innych hospodarów fanariockich, okazywał pewne umiarkowanie w otaczaniu się Grekami, co spowodowało nieco lepsze niż w przypadku poprzedników stosunki z miejscowymi bojarami. W 1780 wydał nowy kodeks praw, starał się też unowocześnić państwo na innych płaszczyznach (finanse, gospodarka, sądy, administracja). Zreformował też szkołę wyższą w Bukareszcie 1776, wprowadzając tam nowoczesny układ przedmiotów oraz języki grecki i francuski jako języki wykładowe. W 1782 zrezygnował z tronu wołoskiego po tym, jak jego synowie zbiegli do Austrii. W 1786 jednak został hospodarem Mołdawii. Podczas tego panowania wybuchła wojna turecko-rosyjska, do której wkrótce przyłączyła się po stronie Rosji Austria (por. Wojna rosyjsko-turecka (1787–1792), VIII wojna austriacko-turecka). Wojska rosyjskie i austriackie wkroczyły do Mołdawii, w której dowództwo nad wojskami tureckimi otrzymał Ipsilanti. Hospodar, lojalny wobec Turcji, został pojmany i do końca wojny (1791) przebywał w austriackiej niewoli. Później na krótko jeszcze otrzymał tron wołoski.
Został ścięty z rozkazu sułtańskiego. Jego syn Konstantyn Ipsilanti kilkakrotnie zasiadał na tronach hospodarskich.